# 1749 у науці
У 1749 році в науці й техніці відбулися такі важливі події.

## Астрономія
- П'єр Бугер публікує в Парижі працю «Образ землі» (La figure de la terre), в якій описує деякі результати своєї роботи з Шарлем Марі де Ла Кондаміном над Французькою геодезичною місією до Перу (розпочатою в 1735 року) з вимірювання градуса дуги меридіана поблизу екватора.[1]

## Біологія
- Жорж-Луї Леклерк де Бюффон, починає публікацію своєї «Природничої історії» («Histoire naturelle, générale et particulière»).

## Математика
- 12 квітня — Ейлер проводить перший доказ теореми Ферма про суму двох квадратів, заснований на нескінченному спуску.[2]

## Події
- 12 квітня – офіційне відкриття бібліотеки Редкліффа в Оксфорді, збудованої за заповітом лікаря Джона Редкліффа (помер 1714 року) (вона стала переважно науковою бібліотекою лише 1810 року).[3]
- Пер Вільгельм Варгентін був призначений секретарем Шведської королівської академії наук у Стокгольмі, і цю посаду він обіймав до своєї смерті 1783 року.

## Нагороди
- Медаль Коплі: Джон Гаррісон.[4]

## Народились
- 31 січня — Франсуа-Жозеф Дені (помер 1832), бельгійський скульптор, архітектор та землемір.
- 4 лютого — Томас Ерншоу (помер 1829), англійський годинникар.
- 7 лютого — Філіп Петі-Радель (помер 1815), французький хірург.[5]
- 23 березня — П'єр-Симон Лаплас (помер 1827), французький математик і астроном.
- 13 квітня — Жан Тремблі (помер 1811), женевський математик, філософ і психолог.
- 6 квітня — Семюел Вінс (помер 1821), британський математик, фізик та астроном.
- 17 травня — Едвард Дженнер (помер 1823), англійський лікар, винахідник вакцини проти віспи.
- 28 серпня —  Йоганн Вольфганг фон Гете (помер 1832), німецький письменник і державний діяч, який сильно цікавився наукою, особливо оптикою, геологією та ботанікою.
- 6 вересня — Бенджамін Белл (помер 1806), шотландський хірург
- 19 вересня — Жан-Батист Жозеф Деламбр (помер 1822), французький астроном і математик.
- 25 вересня — Авраам Ґотлоб Вернер (помер 1817), німецький геолог.
- 10 жовтня — Мартін Валь (помер 1804), норвезький ботанік.
- 3 листопада — Даніель Резерфорд (помер 1819), шотландський лікар, хімік і ботанік, відомий виділенням азоту.
- 17 листопада — Ніколя Аппер (помер 1841), французький винахідник.
- 21 грудня — Александр-Фердинан Лапостоль (помер 1831), французький хімік і фізик.

## Померли
- 6 квітня — Антоніо Скінелла Конті (нар. 1677), італійський фізик, математик, історик та філософ.
- 3 липня — Вільям Джонс (нар. 1675), валлійський математик.
- 10 вересня — Емілі дю Шатле (нар. 1706), французький математик та фізик.
- 23 грудня — Марк Кейтсбі (нар. 1683), англійський натураліст.